# Periclimenes johnsoni
Periclimenes johnsoni är en kräftdjursart som beskrevs av Bruce 1987. Periclimenes johnsoni ingår i släktet Periclimenes och familjen Palaemonidae. Inga underarter finns listade i Catalogue of Life.